# Boris Piotrovski
Boris Borissovitch Piotrovski (Бори́с Бори́сович Пиотро́вский), né le 1er/14 février 1908 à Saint-Pétersbourg (Empire russe) et mort le 15 octobre 1990 à Léningrad (URSS), est un égyptologue, arménologue et archéologue russe et soviétique qui fut directeur de l'Ermitage de 1964 à 1990. Son fils, Mikhaïl Piotrovski, est actuellement le directeur de l'Ermitage.

## Biographie
Boris Piotrovski naît à Saint-Pétersbourg dans une famille de la noblesse héréditaire. La famille déménage à Orenbourg lorsque le père de famille est nommé directeur du corps de cadets Nepliouïev de la ville. C'est ici qui le jeune garçon traversa les années de la révolution de 1917 et de la guerre civile russe. Il lui prend le goût de l'histoire à l'école et au lycée et l'intérêt envers l'archéologie qu'il développe en visitant le musée d'archéologie et d'ethnographie. Il raconte par la suite qu'il aurait voulu à cette époque devenir gardien de musée, idée enfantine que ses parents refusèrent bien sûr, sans se douter que plus tard, il deviendrait conservateur du plus grand musée du pays.
La famille retourne à Petrograd (nom à l'époque de Saint-Pétersbourg, future Léningrad) en 1921. Au cours d'une visite au musée de l'Ermitage en 1922, l'adolescent rencontre une conservatrice de la collection des Antiquités, l'égyptologue Natalia Flittner, qui l'initie ensuite à des cours de lecture et d'écriture hiéroglyphitique. Trois ans plus tard, il entre à la faculté de linguistique et de culture matérialiste de l'université de Léningrad (ancêtre de la faculté d'histoire et de linguistique de l'université de Saint-Pétersbourg). Au cours de ses cinq années d'études il suit les cours et les séminaires de personnalités éminentes de cette époque, comme l'académicien Sergueï Platonov (1860-1933), l'académicien Nicolas Marr (1865-1934), l'historien classique Sergueï Jebeliov (1867-1941), ou encore le grand spécialiste d'histoire contemporaine Evgueni Tarlé (1874-1955). Il a également comme maîtres de conférence Boris Eichenbaum, l'égyptologue Izraïl Frank-Kamenetski, l'orientaliste marxiste Vladimir Struve, ou encore l'historien Solomon Lourié, auteur en 1922 de L'Antisémitisme dans le monde antique, et l'archéologue Alexandre Spitzyne. C'est sous l'influence de son professeur d'archéologie, Alexandre Alexandrovitch Miller (1875-1935), qu'il se passionne pour cette discipline.
En 1929, Boris Piotrovski entre à l'académie d'histoire de la culture matérialiste (aujourd'hui institut d'archéologie), en se spécialisant dans le secteur linguistique dirigé par le professeur Marr qui mène des travaux sur la langue en tant que facteur de l'histoire de la culture matérialiste. C'est sur le conseil de ce dernier que Piotrovski, à la fin de l'université en 1930, change de spécialisation : au lieu de l'étude des écrits de l'Égypte antique, il se lance dans celle des écrits de la civilisation ourartienne de l'ancienne Arménie. C'est en 1930 qu'il participe donc à une première expédition sur les traces de cette civilisation en Transcaucasie. Trois ans plus tard, bénéficiant toujours de l'appui du professeur Marr, le jeune homme devient collaborateur au musée de l'Ermitage, sans même avoir passé sa thèse. Il mène ensuite ses travaux d'archéologie à propos de l'ancienne Arménie.
Le début de la Grande Guerre patriotique en 1941 l'oblige à retourner à Léningrad. Il y passe le terrible premier hiver du siège de Léningrad où des milliers d'habitants meurent de froid et de faim. Finalement au printemps 1942, un groupe de collaborateurs du musée, dirigés par l'académicien Joseph Orbeli, est évacué à Erevan. Pendant les années de guerre, Piotrovski est obligé de cesser ses fouilles ce qui aboutit à la publication de son premier livre en 1943, L'Histoire et la culture de l'Ourartou, lui apportant la renommée de la part des spécialistes de l'histoire de Transcaucasie. Il défend sa thèse de doctorat le 30 janvier 1944 à l'académie des sciences de la République socialiste soviétique d'Arménie et épouse la même année l'archéologue arménienne Ripsimé Djanpoladian qui donne naissance bientôt à leur fils Mikhaïl. L'année suivante il est choisi comme membre-correspondant de l'Académie des sciences d'Arménie, puis reçoit le prix Staline de deuxième classe pour son ouvrage sur la civilisation ourartienne. C'est à cette époque également qu'il entre au Parti communiste d'URSS.

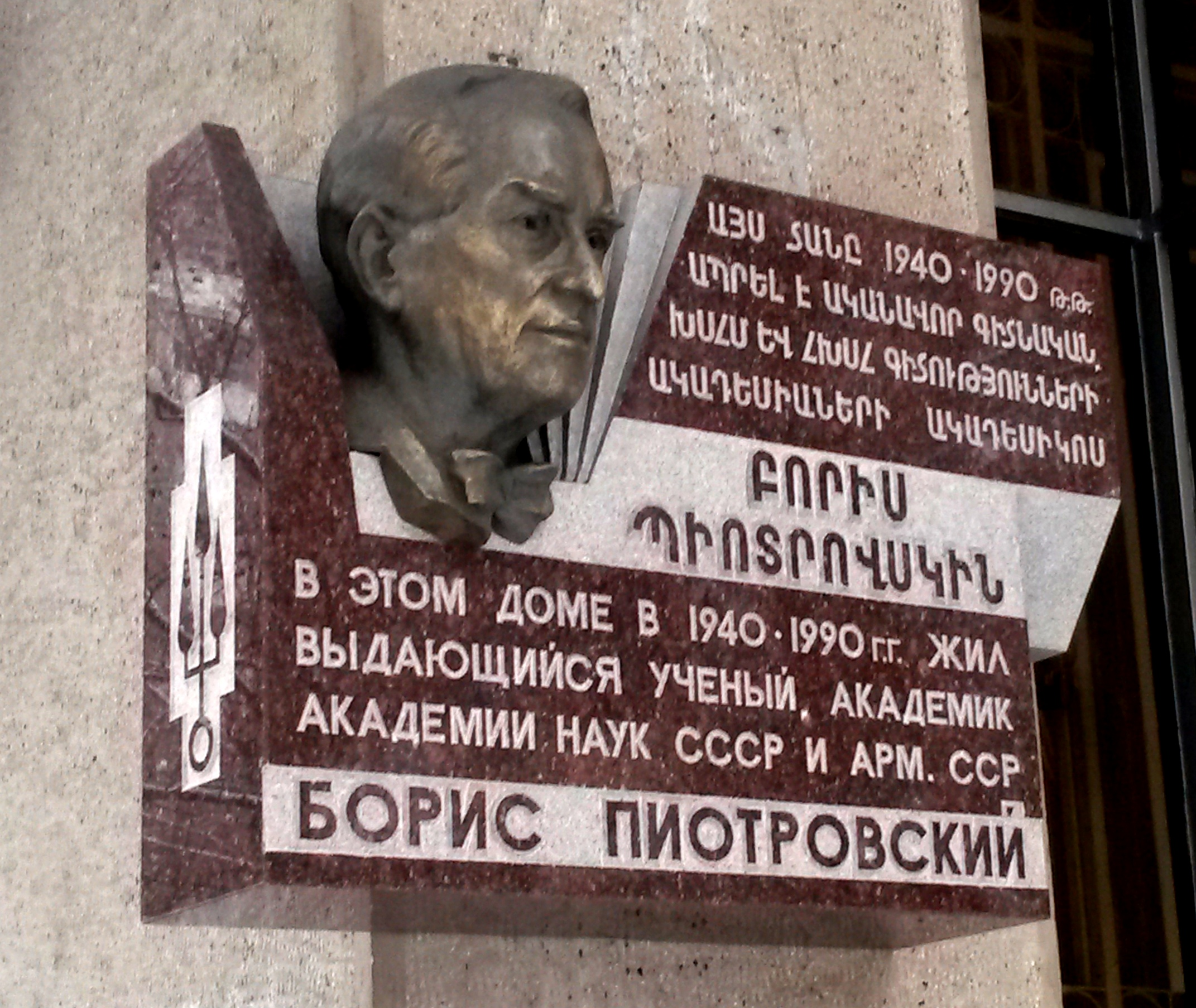
Plaque sur sa maison d'Erevan, où il demeura à partir de 1940.

Boris Piotrovski retourne à Léningrad en 1946 et donne des cours d'archéologie à l'université de Léningrad. Il fait paraître L'Archéologie de Transcaucasie en 1949.
En 1949, il est nommé directeur-adjoint de l'Ermitage pour la partie scientifique. Pendant la période de campagne idéologique d'accusation à l'encontre du professeur Marr, Piotrovski se tient à l'écart des polémiques. Il se consacre à ses fouilles sur le site de Karmir-Blour à une trentaine de kilomètres d'Erevan. Cette attitude de neutralité dans la lutte contre le « marrisme » lui vaut de conserver son poste de directeur-adjoint, mais c'est Mikhaïl Artamonov qui est nommé directeur de l'Ermitage en 1951. En 1953, Piotrovski est nommé à un poste permanent à la filiale léningradoise de l'institut d'archéologie. En 1964, il succède au professeur Artamonov à la tête de l'Ermitage. Lorsque le pays s'enfonce dans la crise économique peu avant la chute de l'URSS, le musée traverse des moments extrêmement difficiles qui lui causent un infarctus. Il meurt quelque temps plus tard, le 15 octobre 1990. Il est enterré au cimetière de Smolensk.

## Ouvrages traduits en français
- Boris B. Piotrovsky, Ourartou, Genève-Paris-Munich, éd. Nagel, coll. Archeologia Mundi, 1969, 420 pages

## Distinctions
- Héros du travail socialiste, médaille «Serpe et Marteau» et Ordre de Lénine (1983)
- Ordre de Lénine (1968)
- Ordre de Lénine (1975)
- Ordre de la révolution d'Octobre (1988)
- Ordre du Drapeau rouge du Travail (1945)
- Ordre du Drapeau rouge du Travail (1954)
- Ordre du Drapeau rouge du Travail (1957)
- Médaille pour la Défense de Léningrad (1944)
- Médaille «Pour la jubilé du centenaire de la naissance de Vladimir Ilitch Lénine» (1970)
- Commandeur de l'Ordre des arts et des lettres (1981, France)
- Ordre de Cyrille et Méthode de 1re classe (1981, République populaire de Bulgarie)
- Ordre «Pour le mérite fur Wissenchaften und Kunste» (1984, République fédérale allemande)[3]
- Médaille du Jubilé de l'URSS
- Membre-correspondant de la British Academy (1967)
- Membre de l'Académie du royaume du Maroc[4].